# Зарганзерланд
Зарганзерланд (нім. Sarganserland (Wahlkreis)) — виборчий округ у Швейцарії (адміністративні округи в даному кантоні відсутні). Центр округу — місто Зарганс.

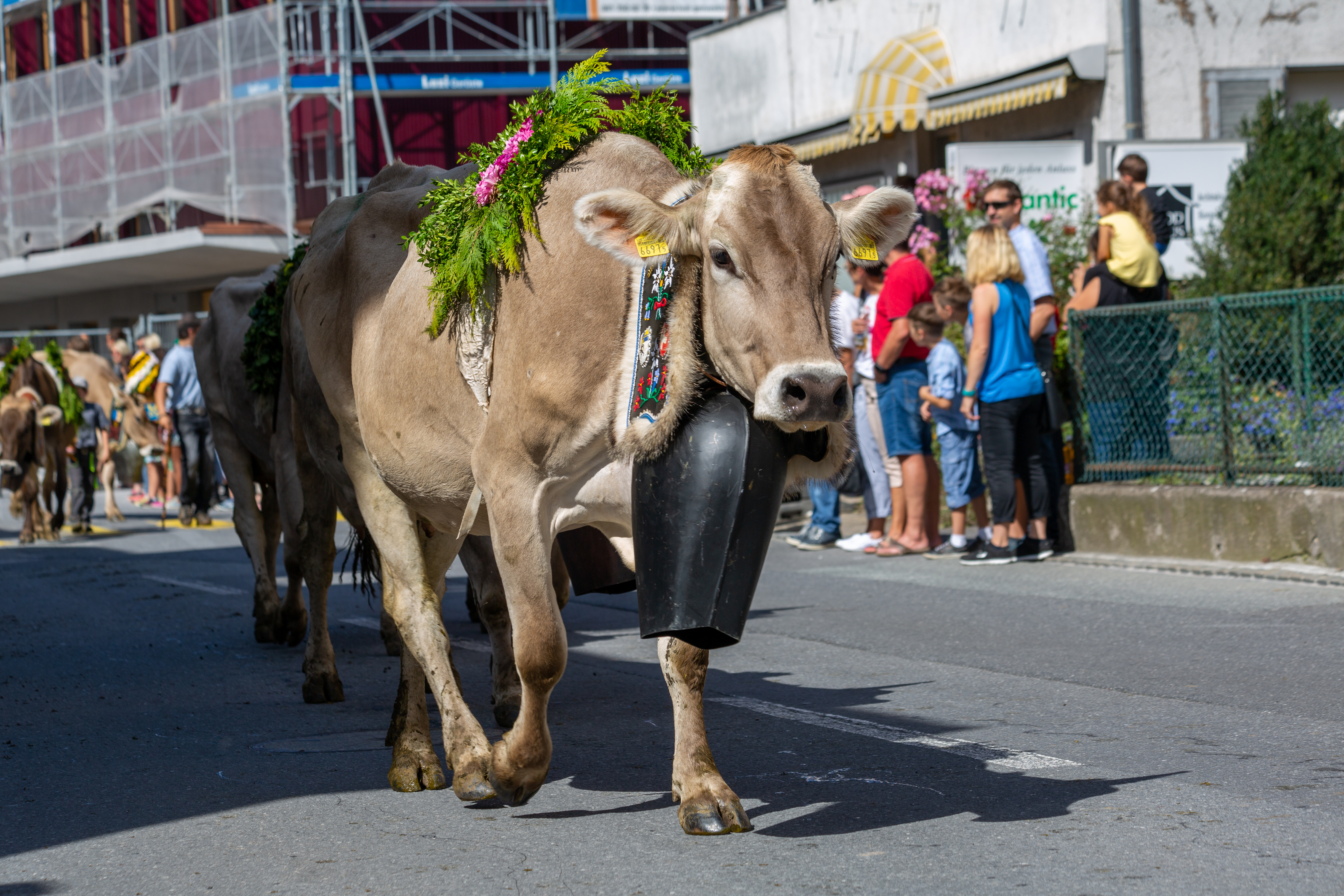
Альмабтріб у Мельсі в 2019 році

## Громади округу
У таблиці наведено список громад округу станом на 2022 рік, населення та площа станом на 2019 рік.

| Українська назва | Оригінальна назва | Код BFS | Населення | Площа |
| ---------------- | ----------------- | ------- | --------- | ----- |
| Бад-Рагац        | Bad Ragaz         | 3291    | 6264      | 25,4  |
| Валенштадт       | Walenstadt        | 3298    | 5705      | 45,7  |
| Зарганс          | Sargans           | 3296    | 6200      | 9,5   |
| Квартен          | Quarten           | 3295    | 2949      | 61,8  |
| Мельс            | Mels              | 3293    | 8561      | 139,1 |
| Пфеферс          | Pfäfers           | 3294    | 1556      | 128,5 |
| Фільтерс-Вангс   | Vilters-Wangs     | 3297    | 4884      | 32,7  |
| Флюмс            | Flums             | 3292    | 4889      | 75,2  |